# Cucut sargantaner de les Bahames
El cucut sargantaner de les Bahames (Coccyzus bahamensis) és una espècie d'ocell de la família dels cucúlids (Cuculidae) que habita les illes Bahames.
Ha estat considerat una subespècie del cucut sargantaner de Cuba.